# Roman Güntensperger
Roman Güntensperger (* 18. Januar 1991 in Lachen SZ) ist ein Schweizer Fussballspieler.

## Karriere
Roman Güntensperger spielte in seiner Jugendzeit beim FC Tuggen und FC Rapperswil-Jona und wechselte später in die Jugendabteilung des FC Zürich und im Alter von 19 Jahren in die Jugendabteilung des FC St. Gallen. Zur Saison 2011/12 kam dann der Wechsel zum SC Kriens in die Challenge League, wo man Ende Saison auf Platz 15 stand und in die neu gegründete 1. Liga Promotion abstieg. Daraufhin wechselte er zum Challenge-League-Konkurrenten AC Bellinzona, wo er einen Vertrag über zwei Jahre unterzeichnete. Bereits eine Saison später versuchte er den Schritt ins Ausland und unterzeichnete einen Vertrag beim türkischen Verein Büyükşehir Gaziantepspor, wo er zu lediglich fünf Einsätzen kam, davon zwei im Türkischen Fussballpokal. Er schoss sowohl in der zweiten wie auch in der dritten Runde jeweils ein Tor für seinen Verein. Nach einem Trainerwechsel wurde Güntensperger zusammen mit fünf weiteren Spielern im Dezember 2013 ausgemustert und war in der Folge vereinslos. Zur neuen Saison 2014/15 wechselte er zum FC Tuggen. Ein Jahr später kam dann der Wechsel zum FC Rapperswil-Jona, mit dem er in der Saison 2016/17 den Aufstieg in die Challenge League schaffte.

## Titel und Erfolge
FC Rapperswil-Jona
- Meister der Promotion League: 2017